# Masna Bolkiah
Masna Bolkiah (Brunei Town, 6 settembre 1948) è una principessa e funzionaria bruneiana.

## Biografia
Majeedah Bolkiah è nata all'Istana Dar us-Salam, Kampong Sumbiling Lama, Bandar Seri Begawan il 6 settembre 1948 ed è figlia del sultano Omar Ali Saifuddien III e della sua seconda moglie Pengiran Anak Damit.
Ha conseguito un Bachelor of Arts con lode in politiche pubbliche e amministrazione all'Università del Brunei Darussalam.
Nel 1995 è stata nominata ambasciatrice generale presso il Ministero per gli affari esteri e il commercio. Ha guidato una serie di delegazioni all'estero sia come ministro facente funzione che come ambasciatrice generale. È inoltre attiva in altre aree ed è patrona dell'Associazione delle guide del Brunei, oltre ad essere comandante del Corpo di polizia femminile.
Il 19 settembre 1965 ha sposato Pangiran Anak ‘Abdu’l Rahman (nato il 16 luglio 1946), secondo figlio di Pangiran Muda Haji Muhammad Hashim ibni al-Marhum Pangiran Bendahara Pangiran Anak ‘Abdu’l Rahman e di sua moglie Pangiran Istri Anak Putri Hajjah Besar, figlia del sultano Muhammad Jamalul Alam II. I due non hanno avuto figli e qualche anno dopo le nozze hanno divorziato.
Il 6 novembre 1969 si è risposata con Pangiran Laila Cheteria Sahib ul-Najabah Pangiran Anak Haji ‘Abdu’l Aziz (nato a Kampong Kianggeh il 23 settembre 1945), gran ciambellano della Casa reale, figlio di Pangiran Haji Abu Bakar bin Pangiran Omar, già presidente dell'Assemblea legislativa. I due hanno avuto cinque figli, quattro maschi e una femmina.
È considerata la terza donna vivente più importante del Brunei dopo la regina Saleha e la principessa ereditaria Sarah.

## Ascendenza
|                            |                          |                                                         | Genitori                                  |  |  | Nonni |  |  | Bisnonni                      |  |  | Trisnonni              |  |
|                            |                          |                                                         |                                           |  |  |       |  |  | Hashim Jalilul Alam Aqamaddin |  |  | Omar Ali Saifuddien II |  |
|                            |                          |                                                         |                                           |  |  |       |  |  | Hashim Jalilul Alam Aqamaddin |  |  | Omar Ali Saifuddien II |  |
|                            |                          | Zaida binti Pengarah Digadong Tuan Laman Awang Sulaiman |                                           |  |  |       |  |  | Hashim Jalilul Alam Aqamaddin |  |  |                        |  |
| Muhammad Jamalul Alam II   |                          |                                                         |                                           |  |  |       |  |  | Hashim Jalilul Alam Aqamaddin |  |  |                        |  |
|                            |                          | Pengiran Siti Fatima                                    | Pengiran Anak Saiful Rijal *              |  |  |       |  |  |                               |  |  |                        |  |
|                            |                          | Pengiran Siti Fatima                                    | Pengiran Anak Saiful Rijal *              |  |  |       |  |  |                               |  |  |                        |  |
|                            |                          | Pengiran Siti Fatima                                    | Pian Jamaliah *                           |  |  |       |  |  |                               |  |  |                        |  |
| Omar Ali Saifuddien III    |                          | Pengiran Siti Fatima                                    |                                           |  |  |       |  |  |                               |  |  |                        |  |
|                            |                          | Pengiran Anak Saiful Rijal                              | Pengiran Anak Muhammad Yusuf              |  |  |       |  |  |                               |  |  |                        |  |
|                            |                          | Pengiran Anak Saiful Rijal                              | Pengiran Anak Muhammad Yusuf              |  |  |       |  |  |                               |  |  |                        |  |
|                            |                          | Pengiran Anak Saiful Rijal                              | Pengiran Anak Sarbanum                    |  |  |       |  |  |                               |  |  |                        |  |
| Pengiran Anak Fatima       |                          | Pengiran Anak Saiful Rijal                              |                                           |  |  |       |  |  |                               |  |  |                        |  |
|                            |                          | Pian Jamaliah                                           | …                                         |  |  |       |  |  |                               |  |  |                        |  |
|                            |                          | Pian Jamaliah                                           | …                                         |  |  |       |  |  |                               |  |  |                        |  |
|                            |                          | Pian Jamaliah                                           | …                                         |  |  |       |  |  |                               |  |  |                        |  |
| Masna Bolkiah              |                          | Pian Jamaliah                                           |                                           |  |  |       |  |  |                               |  |  |                        |  |
|                            | Pengiran Muda Besar Omar | Hashim Jalilul Alam Aqamaddin *                         |                                           |  |  |       |  |  |                               |  |  |                        |  |
|                            | Pengiran Muda Besar Omar | Hashim Jalilul Alam Aqamaddin *                         |                                           |  |  |       |  |  |                               |  |  |                        |  |
|                            | Pengiran Muda Besar Omar | Pengiran Anak Chandra Kesuma                            |                                           |  |  |       |  |  |                               |  |  |                        |  |
| Pengiran Anak Abdul Rahman | Pengiran Muda Besar Omar |                                                         |                                           |  |  |       |  |  |                               |  |  |                        |  |
|                            |                          | Pengiran Anak Siti Khadija                              | Pengiran Muda Besar Muhammad Jamalul Alam |  |  |       |  |  |                               |  |  |                        |  |
|                            |                          | Pengiran Anak Siti Khadija                              | Pengiran Muda Besar Muhammad Jamalul Alam |  |  |       |  |  |                               |  |  |                        |  |
|                            |                          | Pengiran Anak Siti Khadija                              | Pengiran Anak Saleha                      |  |  |       |  |  |                               |  |  |                        |  |
| Pengiran Anak Damit        |                          | Pengiran Anak Siti Khadija                              |                                           |  |  |       |  |  |                               |  |  |                        |  |
|                            |                          | Radin Haji Hassan                                       | Radin Haji Muhammad Daud                  |  |  |       |  |  |                               |  |  |                        |  |
|                            |                          | Radin Haji Hassan                                       | Radin Haji Muhammad Daud                  |  |  |       |  |  |                               |  |  |                        |  |
|                            |                          | Radin Haji Hassan                                       | Hajah Saleha                              |  |  |       |  |  |                               |  |  |                        |  |
| Pengiran Fatima            |                          | Radin Haji Hassan                                       |                                           |  |  |       |  |  |                               |  |  |                        |  |
|                            |                          | Hajah Zainab                                            | Radin Haji Abdul Rahman                   |  |  |       |  |  |                               |  |  |                        |  |
|                            |                          | Hajah Zainab                                            | Radin Haji Abdul Rahman                   |  |  |       |  |  |                               |  |  |                        |  |
|                            |                          | Hajah Zainab                                            | Dayang Siti Amina Mekah                   |  |  |       |  |  |                               |  |  |                        |  |
|                            |                          | Hajah Zainab                                            |                                           |  |  |       |  |  |                               |  |  |                        |  |